# Comuna de Hyżne
Hyżne (polaco: Gmina Hyżne) é uma gminy (comuna) na Polónia, na voivodia de Subcarpácia e no condado de Rzeszowski. A sede do condado é a cidade de Hyżne.
De acordo com os censos de 2004, a comuna tem 6792 habitantes, com uma densidade 133,2 hab/km².

## Área
Estende-se por uma área de 50,98 km², incluindo:
- área agricola: 69%
- área florestal: 23%

## Demografia
Dados de 30 de Junho 2004:
|                      | Total   | Total | Mulheres | Mulheres | Homens  | Homens |
| -------------------- | ------- | ----- | -------- | -------- | ------- | ------ |
|                      | pessoas | %     | pessoas  | %        | pessoas | %      |
| População            | 6792    | 100   | 3441     | 50,7     | 3351    | 49,3   |
| Densidade (pop./km²) | 133,2   | 100   | 67,5     | 67,5     | 65,7    | 65,7   |

De acordo com dados de 2002, o rendimento médio per capita ascendia a 1263,17 zł.

## Subdivisões
- Brzezówka, Dylągówka, Grzegorzówka, Hyżne, Nieborów, Szklary, Wólka Hyżneńska

## Comunas vizinhas
- Błażowa, Chmielnik, Dynów, Jawornik Polski, Markowa, Tyczyn